# 尚克林
尚克林（Shanklin，/ˈʃæŋʔklɪn/）是英格蘭的一個頗受歡迎的海濱度假小鎮和民政教區，位於懷特島桑當灣。尚克林和桑當的城區在2011年人口有21,374人。

## 外部連結
- Shanklin Town Council
- Shanklin Town, Accommodation Guide and Photo's